# Evoxymetopon macrophthalmus
Evoxymetopon macrophthalmus — вид риб родини Волосохвостові (Trichiuridae).

## Опис
- Максимальна довжина до 162 см.
- 90 променів в спинному плавці .
- 15 спиць в анальному плавці.
- 94 хребці.
- Верхній профіль голови опуклий.

## Поведінка
Це морська, бентопелагічна, глибоководна риба.

## Поширення
Описаний з Тихого океану, біля берегів Окінави (Рюкю, Японія).